# Xombi
Xombi (David Kim) es un superhéroe ficticio publicado por la editorial estadounidense DC Comics, originalmente publicado dentro del sello Milestone Comics, perteneciente a la propia DC. Apareció por primera vez en Xombi #0 (enero de 1994) y fue creado por John Rozum y Denys Cowan.

## Biografía ficticia
David Kim es un científico coreano-estadounidense de West Orange, Nueva Jersey, que desarrolla nanotecnología regenerativa. Antes de que Kim pueda probar su invento, el villano Dr. Sugarman intenta robar los nanitos, hiriéndolo mortalmente. La asistente de Kim, Kelly, le inyecta nanitos para salvarle la vida, pero es asesinado y parcialmente devorado por ellos. Después de esto, Kim se involucra en los asuntos de varias razas de antiguos seres sobrenaturales conocidos colectivamente como los Mundos de las Sombras.
En Crisis Final, Orión mata a su padre Darkseid, desestabilizando el multiverso. Dharma transfiere a los personajes de Milestone al universo DC, alterando la historia para que siempre hayan existido allí. Además, se presenta una variante de la línea temporal alternativa de Kim que se convirtió en Linterna Verde.
Una segunda serie de Xombi debutó en DC Comics en mayo de 2011 y duró seis números, que fueron recopilados en un libro de bolsillo comercial.  Fue escrito por John Rozum, con arte de Frazer Irving. 

## Poderes y habilidades
Xombi es casi inmortal debido a las nanomáquinas en su cuerpo, que previenen el envejecimiento y curan heridas. También ha demostrado la capacidad de controlar las nanomáquinas para transmutar la materia.

## Personajes secundarios
- Becan: Un oráculo que David Kim/Xombi y el rabino Sinnowitz conocen en un bar.
- Garrote - de la Beli Mah (Escuela de la Angustia).
- Catholic Girl: una adolescente católica que puede volar, proyectar un campo de fuerza a su alrededor y disparar rayos de energía. Se desconoce el origen de sus poderes, pero ella los considera un don celestial.
- Cheryl Saltz: Una empleada de Alva Technologies que prueba la inmortalidad de Xombi.
- Chet - Un amigo de David Kim.
- Cole: Un vendedor que hace arreglos para que Manual Dexterity asesine a Lenore Duncan.
- Crowne - El líder de la Beli Mah (Escuela de la Angustia).
- Dalila Rose: la prometida de David Kim.
- Dumaka: Un Xombi que obtuvo sus habilidades de la magia popular africana. Después de que David lo convence de las desventajas de la inmortalidad, Dumaka renuncia a sus habilidades y muere.
- ENIAC: Una computadora malvada que retiene a Xombi y Cheryl Saltz como rehenes.
- Homúnculos: Un grupo de insectos fantasmales que sirven al Dr. Sugarman.
- Julian Parker: Un aliado demoníaco de David Kim/Xombi y el rabino Sinnowitz.
- Kameko: Un antiguo xombi introducido en el número 17.
- Kelly Sanborne - Asistente de laboratorio de David Kim.
- Señor de los Humos: Un villano que escapa del Jardín de las Agujas al final del número 2/principio del número 3.
- Manuel Dexterity: El hermano de Manuella Dexterity, a quien Cole envía a asesinar a Lenore Duncan.
- Manuella Dexterity: La hermana de Manuel Dexterity, que intenta matar a Xombi después de su muerte.
- Monja del Más Allá: Una monja clarividente y asociada de Catholic Girl.
- Monja, Pero No Menos: Una hermana de la misma orden religiosa que Monja la de Arriba, que desarrolló la habilidad sobrenatural de encogerse a un tamaño pequeño después de comer un camarón en mal estado.
- Rabino Sinnowitz: Un aliado de David Kim/Xombi. Es un practicante ocultista con inclinación por la fabricación y control de Golems. Sinnowitz se involucró en los mundos de las sombras cuando él y su esposa lucharon contra los Kinderessen y su hijo nonato fue asesinado.
- Ratas de Undertown/el Congreso de Ratas: invitado especial de los asociados del Sindicato de Sangre de Boogieman (un miembro del Sindicato de Sangre). Se produce un motín cuando las ratas se organizan para luchar contra los Kinderessen. La pelea tiene lugar en medio del motín del Parque Utopía.
- Sheer Shears: abstracciones malévolas con forma de figuras encapuchadas con tijeras con forma de pico en lugar de cabezas. Son inmunes a todo lo que se derive del conocimiento escrito, pero pueden ser destruidos mediante la aplicación creativa de la tradición oral y el folclore.